# Rödskägg (kortspel)
För andra betydelser, se Rödskägg
Rödskägg, även kallat fem opp, är ett svenskt kortspel, där det inte bara gäller att vinna så många stick som möjligt, utan där man också är tvungen att komma ihåg vissa formaliteter för att undvika straffpoäng.
Spelarna börjar på 12 poäng vardera och målet är att komma ned till noll poäng genom att bjuda och spela hem ett angivet antal stick. För varje vunnet stick får man dra av 1 poäng. Om man tar färre stick än budet bestraffas man med 5 pluspoäng. Spelarna får i given sex kort var och bjuder det antal stick man tror sig kunna ta, vilket alltså kan vara från 0 till 6. Därutöver finns budet Rödskägg, som är det högsta. Den som bjudit Rödskägg och tar alla sticken vinner automatiskt hela partiet, men får utgå ur spelet vid misslyckande.
Till spelet hör ett antal formaliteter eller ritualer som det gäller att följa. Om de glöms bort har motspelarna rätt att påtala detta, vilket görs genom att knacka i bordet. Den felande spelaren bestraffas då med 5 pluspoäng. Vilka försummelser som renderar dessa pluspoäng kan variera, men generellt gäller bland annat att ingen spelare får ta upp sina kort innan given yttrat frasen ”Knack för kort och felgiv” och att spelföraren när två stick återstår av given måste komma ihåg att fråga motspelarna om de vill fortsätta spela.